# ÖFB-Cup 1977-1978
La ÖFB-Cup 1977-1978 è stata la 44ª edizione della coppa nazionale di calcio austriaca.

## Ottavi di finale
| Squadra 1          | Risultato       | Squadra 2             |
| ------------------ | --------------- | --------------------- |
| 18 dicembre 1977   |                 |                       |
| Austria Salisburgo | 3 - 1           | Neusiedl/See          |
| 21 dicembre 1977   |                 |                       |
| Sturm Graz         | 0 - 1           | SSW Innsbruck         |
| 22 dicembre 1977   |                 |                       |
| Grazer AK          | 3 - 1           | Floridsdorfer         |
| 26 dicembre 1977   |                 |                       |
| Austria Vienna     | 5 - 0           | Admira/Wacker         |
| Villacher SV       | 1 - 3           | LASK                  |
| Kapfenberger       | ? - ? (6-7 dtr) | Rapid Vienna          |
| First Vienna       | ? - ? (4-5 dtr) | St. Veit              |
| VÖEST Linz         | 5 - 0           | Polizei SV Salisburgo |

## Quarti di finale
| Squadra 1          | Risultato | Squadra 2      |
| ------------------ | --------- | -------------- |
| 7 marzo 1978       |           |                |
| LASK               | 0 - 2     | SSW Innsbruck  |
| Austria Salisburgo | 3 - 2     | Grazer AK      |
| 8 marzo 1978       |           |                |
| St. Veit           | 2 - 4     | Austria Vienna |
| 14 marzo 1978      |           |                |
| VÖEST Linz         | 2 - 0     | Rapid Vienna   |

## Semifinale
| Squadra 1          | Risultato | Squadra 2      |
| ------------------ | --------- | -------------- |
| 19 aprile 1978     |           |                |
| Austria Salisburgo | 3 - 4     | VÖEST Linz     |
| SSW Innsbruck      | 2 - 0     | Austria Vienna |

## Finale
| Squadra 1      | Risultato | Squadra 2     |
| -------------- | --------- | ------------- |
| 26 aprile 1978 |           |               |
| VÖEST Linz     | 1 - 1     | SSW Innsbruck |
| 6 maggio 1978  |           |               |
| SSW Innsbruck  | 2 - 1     | VÖEST Linz    |